# Jeffrey Pfaendtner
Jeffrey „Jeff“ Pfaendtner (* 28. Februar 1967 in Detroit) ist ein ehemaliger Leichtgewichts-Ruderer aus den Vereinigten Staaten. Er gewann in Atlanta 1996 eine olympische Bronzemedaille und eine Silbermedaille bei den Weltmeisterschaften 1988.

## Karriere
Pfaendtner begann am College der University of Pennsylvania mit dem Rudersport. Bei den Weltmeisterschaften 1988 in Mailand siegte der Leichtgewichts-Achter des Gastgeberlandes mit anderthalb Sekunden Vorsprung vor dem Boot aus den Vereinigten Staaten mit Jeffrey Pfaendtner im Heck des Bootes. Zwei Jahre später belegte er den sechsten Platz mit dem Leichtgewichts-Achter bei den Weltmeisterschaften 1990. 1991 wechselte er in den Leichtgewichts-Doppelvierer, mit dem er bei den Weltmeisterschaften 1991 den sechsten Platz und Weltmeisterschaften 1992 den vierten Platz erreichte.
1994 trat Pfaendtner bei den Weltmeisterschaften in Indianapolis wieder im Leichtgewichts-Doppelvierer an und belegte den siebten Platz. Auch bei den Panamerikanischen Spielen 1995 in Mar del Plata ruderte er im Leichtgewichts-Doppelvierer und gewann die Silbermedaille hinter den Kubanern. Fünf Monate später ruderte er bei den Weltmeisterschaften 1995 in Tampere auf den neunten Platz.
Bei der olympischen Premiere des Leichtgewichts-Ruderns 1996 in Atlanta trat der amerikanische Leichtgewichts-Vierer ohne Steuermann mit Marc Schneider, Jeffrey Pfaendtner, David Collins und William Carlucci an. Im zweiten Vorlauf siegten die Kanadier vor dem US-Boot, das sich dann mit einem Sieg im Hoffnungslauf für das Halbfinale qualifizierte. Im ersten Halbfinale gewannen die Dänen, im zweiten Vorlauf siegten der Vierer aus den Vereinigten Staaten vor den Kanadiern. Im Finale siegten die Dänen mit einer halben Sekunde Vorsprung vor den Kanadiern, zwei Sekunden hinter den Kanadiern erkämpfte die US-Crew die Bronzemedaille.
Der 1,83 m große Pfaendtner promovierte an der University of Pennsylvania in Werkstofftechnik und spezialisierte sich in seiner beruflichen Karriere auf Metallurgie. Von 1997 bis 2007 arbeitete er für GE Aviation, danach für Crane Engineering und für Veracis Engineering. 2016 gründete er sein eigenes Ingenieur-Unternehmen.